# Nathan Mayer Rothschild
Nathan Mayer svobodný pán von Rothschild (16. září 1777 – 28. července 1836), známý jako Nathan Mayer Rothschild, byl německý bankéř, podnikatel a finančník židovského původu. Byl jedním z pěti synů druhé generace dynastie bankéřů Rothschildů. Narodil se ve Frankfurtu nad Mohanem jako čtvrté dítě manželů Mayera Amschela Rothschilda (1744–1812) a Gutle Schnapper (1753–1849).

## Život
V roce 1798, ve věku 21 let, přesídlil do Manchesteru a zahájil zde podnikání v obchodování s textilem a financemi, později se přesunul do Londýna v Anglii, kde vydělal velké jmění v obchodu se směnkami.
V roce 1816 jeho dva starší bratři získali šlechtický titul (Freiherr neboli Baron) od rakouského císaře. Nyní mohli začít užívat předložky ke svému příjmení von nebo de (tj. např. von Rothschild). V erbu Rothschildů byly 4 šípy, od roku 1818, kdy šlechtický titul získal i Nathan, pak přibyl pátý šíp. A to i přesto, že Nathan se rozhodl šlechtický titul Freiherr von Rothschild nepoužívat.

## Rodina
22. října 1806 se v Londýně oženil s Hannah Barent-Cohen (1783–1850), dcerou manželů Levy Barent Cohen (1747–1808) a Lydie Diamantschleifer.
1. Charlotte Rothschild (1807–1859) provdaná roku 1826 za Anselm von Rothschild (1803–1874) ve Vídni
2. Lionel Nathan (1808–1879) roku 1836 si vzal Charlotte von Rothschild (1819–1884) v Neapoli
3. Anthony Nathan (1810–1876) roku 1840 si vzal Louise Montefiore (1821–1910)
4. Nathaniel (1812–1870) roku 1842 si vzal Charlotte de Rothschild (1825–1899) v Paříži
5. Hannah Mayer (1815–1864) provdaná 1839 za Henry FitzRoy (1807–1859)
6. Mayer Amschel (1818–1874) roku 1850 si vzal Juliana Cohen (1831–1877)
7. Louise (1820–1894) provdaná 1842 za Mayer Carl von Rothschild (1820–1886) ve Frankfurtu